# 57 mm działo bezodrzutowe M18
M18 – amerykańskie działo bezodrzutowe kalibru 57 mm opracowane w latach 1943–1944, wykorzystywane w końcowej fazie II wojny światowej oraz podczas wojny koreańskiej.
Działo przystosowane jest do strzelania pociskami burzącymi (HE) M306 i M306A1, kumulacyjnymi (HEAT) M307 i M307A1, zapalająco-dymnymi (WP, z białym fosforem) M308 i M308A1 i przeciwpiechotnymi (APERS) T25E4. Długość broni wynosi 1,56 m, a masa 20,1 kg (masa pocisku – około 1,25 kg, masa naboju - około 2,4 kg). Broń odpalana może być z ramienia, bądź z ziemi z wykorzystaniem dwójnogu (wbudowanego) lub trójnogu dla karabinu maszynowego. Donośność wynosi do 4,5 km, zasięg skuteczny około 400 m, a przebijalność pancerza do 75 mm.
Broń przyjęta została do uzbrojenia pod koniec 1944 roku, a pierwsze egzemplarze trafiły na front na początku 1945 roku. Wykorzystane były m.in. podczas bitwy o Okinawę. Działo cechowało się znacząco większym zasięgiem i celnością niż używana wówczas wyrzutnia M1/M9 Bazooka, od której było jednak cięższe i droższe w produkcji. Podczas wojny koreańskiej przebijalność pocisku działa okazała się niewystarczająca do penetracji pancerza czołgów T-34-85. Z powodzeniem stosowano je jednak do niszczenia fortyfikacji. Ostatecznie zastąpiona została przez wyrzutnię M20 Super Bazooka.
Poza Stanami Zjednoczonymi broń znalazła zastosowanie w siłach zbrojnych Austrii, Brazylii, Chin, Francji, Grecji, Japonii, Korei Południowej i Włoch.